# Dolný Harmanec
Dolný Harmanec és un poble i municipi d'Eslovàquia que es troba a la regió de Banská Bystrica.

## Història
La primera menció escrita de la vila es remunta al 1540.

## Demografia
| Godina             | 1994 | 2004   | 2014    | 2024   |
| ------------------ | ---- | ------ | ------- | ------ |
| Nombre de persones | 187  | 204    | 246     | 264    |
| Diferència         |      | +9,09% | +20,58% | +7,31% |

| Godina             | 2023 | 2024   |
| ------------------ | ---- | ------ |
| Nombre de persones | 269  | 264    |
| Diferència         |      | −1,85% |